# Харрис, Лагумот
Лагумот Гагьемем Нимидере Харрис (англ. Lagumot Gagiemem Nimidere Harris; 28 декабря 1938 — 8 сентября 1999) — науруанский политический деятель.
Дважды избирался президентом Науру: первый раз 19 апреля 1978 года после вынужденной отставки Бернарда Довийого, пробыл в должности меньше месяца — до 15 мая, когда был отстранён сторонниками Хаммера Де-Робурта, вновь ставшего президентом. Второй раз через долгий промежуток времени — с 22 ноября 1995 по 11 ноября 1996 года. Умер 8 сентября 1999 года в Мельбурне, Австралия.